# Острів доктора Моро
«Острів доктора Моро» (англ. The Island of Doctor Moreau) — фантастичний роман англійського письменника Герберта Велза, написаний в 1896 році. Роман розповідає про події на острові в Тихому океані, населеному тваринами-жертвами дослідів з вівісекції, котрі набули напівлюдського вигляду.
Українською роман переклав Дмитро Паламарчук в 1977 році.
Острів доктора Моро є класичним твором ранньої наукової фантастики і залишається однією з найвідоміших книг Веллса. Роман є найбільш раннім зображенням науково-фантастичного мотиву «піднесення», в якому більш розвинена раса втручається в еволюцію виду тварин, щоб підняти останній на вищий рівень інтелекту. Його неодноразово адаптували для екранізації та інших засобів масової інформації.

## Сюжет
В морі на шлюпці було знайдено Чарлза Едварда Прендіка, пасажира затонулого майже рік тому судна «Леді Вейн». Його дивовижні розповіді про пережите на одному острові більшість сприйняла за наслідки перевтоми, проте небіж Едварда після його смерті знайшов докладні записи.
Розповідь Едварда починається з того як його після катастрофи корабля підібрало судно «Іпекакуна». Воно везло різних тварин для ученого Монтгомері. Зацікавлений Прендік скоро виявив, що очі слуги Монтгомері світяться в темряві, а матроси ставляться до нього з неприязню. По прибуттю на острів капітан «Іпекакуни» не захотів залишати Прендіка на кораблі, як і Монтгомері брати на острів. Проте врешті вчений погодився забрати Едварда.
Вигляд жителів острова одразу здався Прендіку відразливим, наче вони були складені з різних частин. Монтгомері познайомив його зі своїм колегою доктором Моро, відомим за скандалом про жорстоке ставлення до тварин і звірячі досліди. Коли вночі стали чутися крики оперованих Моро привезених тварин, Прендік вийшов у ліс подалі від криків і стикнувся з цілим поселенням людиноподібних тварин. Всі вони були створені Моро, котрий проголосив себе богом для власних творінь.
Згодом Монтгомері з Моро знайшли Прендіка та пояснили, що надають тваринам хірургічними операціями людського вигляду і розуму. Проте з часом їхні творіння повертаються до тваринної поведінки. Моро встановив сувору заборону на поїдання м'яса під загрозою повернення в «Дім страждань», але в лісі Монтгомері знайшов розтерзаного кролика. Моро терміново зібрав всіх звіро-людей, щоб знайти того, хто порушив його закон. Леопардо-людина несподівано накинулася на нього і втекла в ліс. Прендік поспішив за втікачем аби звільнити його від страждань, та леопардо-людину загризла гієно-свиня.
В ході операції над пумою тварина втекла і вбила Моро, котрий вирушив на її пошуки. Звіро-люди поступово стали повертатися до тваринних інстинктів і вбили Монтгомері. В лабораторії Моро спалахнула пожежа, яка знищила і всі човни.
Прендік став шукати способи покинути острів. Після безуспішної спроби побудувати пліт до острова прибило шлюпку. Едварда в підсумку підібрали в морі, але навіть повернувшись до Лондона він не міг забути баченого на острові, бачачи тепер в людях чимало тваринного.

## Екранізації
- Острів жаху (Ile d'Epouvante, 1913)
- Острів загублених (Die Insel der Verschollenen, 1921)
- Острів загублених душ (Island of Lost Souls, 1932)
- Жах — це людина (Terror Is a Man, 1959)
- Люди сутінок (The Twilight People, 1972)
- Острів доктора Моро (The Island of Dr Moreau, 1977)
- Острів доктора Моро (The Island of Dr. Moreau, 1996)